# 무탑바끄
무탑바끄(아랍어: مطبق), 무르타박(말레이어: murtabak), 또는 마르타박(말레이어·인도네시아어: martabak)은 달걀, 양파, 고기 등의 소로 속을 채운 밀전병을 네모나게 썰어 내는 음식이다. 단 맛도 있으며 주로 초콜릿과 견과류(주로 땅콩, 깨)를 채워넣어 간식으로 먹는다. 식감은 쫀득쫀득하다.

## 같이 보기
- 마르타박 마니스
- 바인 쌔오
- 쿠에